# Пакистансько-радянські відносини
Пакистансько-радянські відносини (урду پاکستان سوویت تعلقات, рос. пакистанско-советские отношения) — історичні двосторонні відносини між Пакистаном і зниклим унаслідок розпаду Союзом Радянських Соціалістичних Республік. Обидві держави мали складні і напружені взаємини. 

## Історія
Під час Холодної війни (1947—1991) Пакистан належав до Західного блоку як частини Першого світу та був близьким союзником Сполучених Штатів Америки. 
Спочатку СРСР виступав проти розділу Індії та створення Пакистану, проте у травні 1948 року Карачі і Москва офіційно встановили відносини, а радянський диктатор Йосип Сталін у 1949 році запросив пакистанського прем'єр-міністра Ліаката Алі Хана відвідати Москву, хоча Хан натомість у травні 1950 року відвідав Сполучені Штати. Після вбивства Алі Хана відносини залишилися напруженими, оскільки Пакистан приєднався до антикомуністичних альянсів: 1954 року — до Організації Договору Південно-Східної Азії та 1955 року — до Багдадського пакту. Приведений до влади внаслідок військового перевороту в Пакистані 1958 року новий президент Мухаммад Аюб Хан значно покращив відносини зі США. Серйозно зіпсував відносини інцидент з U-2 1960 року, коли радянський керівник Микита Хрущов офіційно пригрозив скинути ядерну бомбу на Пешавар. Після зміщення Хрущова Хан відвідав Москву і провів перемовини про мир із радянським головою уряду Олексієм Косигіним. У результаті Радянський Союз залишався нейтральним під час другої Кашмірської війни.
Наступник Хана проамериканський диктатор Ях'я Хан правив під час визвольної війни у Бангладеш та Індо-пакистанської війни 1971 року. СРСР допомагав бенгальським націоналістам та Індії протистояти Пакистану. Після поразки Пакистану влада перейшла до Зульфікара Алі Бхутто. 1972 року Бхутто відвідав Москву, нормалізувавши відносини, що втілилося в радянській допомозі з будівництвом металургійного комбінату і теплової електростанції, а також у виході Пакистану з Організації Договору Південно-Східної Азії та Багдадського пакту. Після військового перевороту в Пакистані 1977 року і приходу до влади Мухаммада Зія-уль-Хака коротка розрядка у взаєминах завершилася. Під час радянсько-афганської війни Зія-уль-Хак підтримував афганських моджахедів, яких фінансувала Міжвідомча розвідка за підтримки пакистанської армії, що вела проксі-війну проти Радянської армії в Демократичній Республіці Афганістан. Тим часом у 1988 році Зія-уль-Хак загинув під час авіакатастрофи, яку багато хто вважає вбивством за підтримки Радянського Союзу.
Після виведення радянських військ з Афганістану 1989 року СРСР запропонував Пакистану спорудити там комерційну атомну електростанцію, хоча пакистанська прем'єр-міністр Беназір Бхутто, а потім і Наваз Шаріф не виявили особливого інтересу до застарілих радянських технологій. У грудні 1991 року Радянський Союз розпався, а його правонаступницею проголосила себе Російська Федерація, відносини Пакистану з якою відтоді вважалися дружніми та співробітницькими.

## Пакистанські діячі з радянськими відзнаками
- Фаїз Ахмад Фаїз — Ленінська премія миру (1962)[1]
- Абдул Саттар Едхі — Ленінська премія миру (1988)[1]
- Абдус Салам — Золота медаль імені Ломоносова (1983)